# Pachyanthus pedicellatus
Pachyanthus pedicellatus är en tvåhjärtbladig växtart som beskrevs av Ignatz Urban. Pachyanthus pedicellatus ingår i släktet Pachyanthus och familjen Melastomataceae. IUCN kategoriserar arten globalt som nära hotad. Inga underarter finns listade i Catalogue of Life.